# エドワード・キンチ
エドワード・キンチ（Edward Kinch、1848年8月19日 – 1920年8月6日）はイギリスの農芸化学者、お雇い外国人。駒場農学校農芸化学教師、サイレンセスター王立農学校化学教授。日本に初めて農芸化学を移入した。

## 経歴
1848年8月19日イギリスオックスフォードシャー州ヘンリー・オン・テムズの中心街マーケット・プレイスで薬局を営むチャールズ・キンチとエマの三男として生まれ、10月20日地元の聖メアリー教会で洗礼を受けた。地元のグラマースクール、サウス・ケンジントン王立化学校に学んだ後、サイレンセスター王立農学校に進み、実験助手に採用され、1869年から1873年まで化学教授アーサー・ハーバート・チャーチのアシスタントを務めた。1871年王立化学校実験助手を兼ね、1875年インド博物館鉱物管理責任者に転じた。

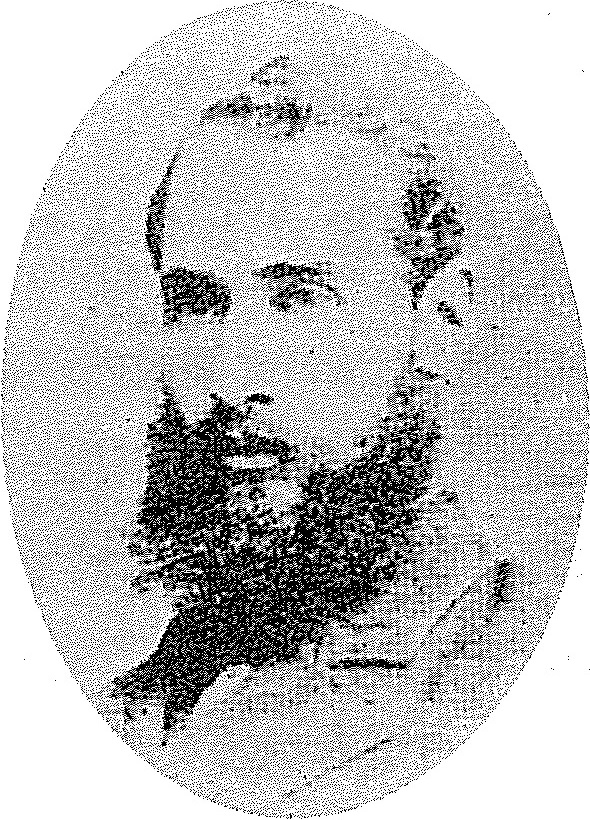
エドワード・キンチ

1876年（明治9年）農学校新設のため来英していた富田禎次郎によりジョン・D・カスタンス、ジェームズ・ベグビー、ウィリアム・ダグラス・コックス、ジョン・アダム・マクブライドと共に教師として採用され、11月30日ベグビーと共に来日した。師チャーチが日本の陶器・鍔の収集家だったことも影響したと思われる。なお、この時の契約書において訳官鈴木宗泰が"Agricultural Chemistry"を「農芸化学」と訳したのが日本語における同語の最古の用例である。
1877年（明治10年）2月1日農事修学場が仮開校、10月農学校が開校すると、通訳付きで農学科・獣医学科生徒に無機化学金属元素の部・結晶論・玻璃総論・物理化学光線の部・有機化学初歩・実験化学手工形質分析を教え、1880年（明治13年）農学科から農芸化学科を独立させた。

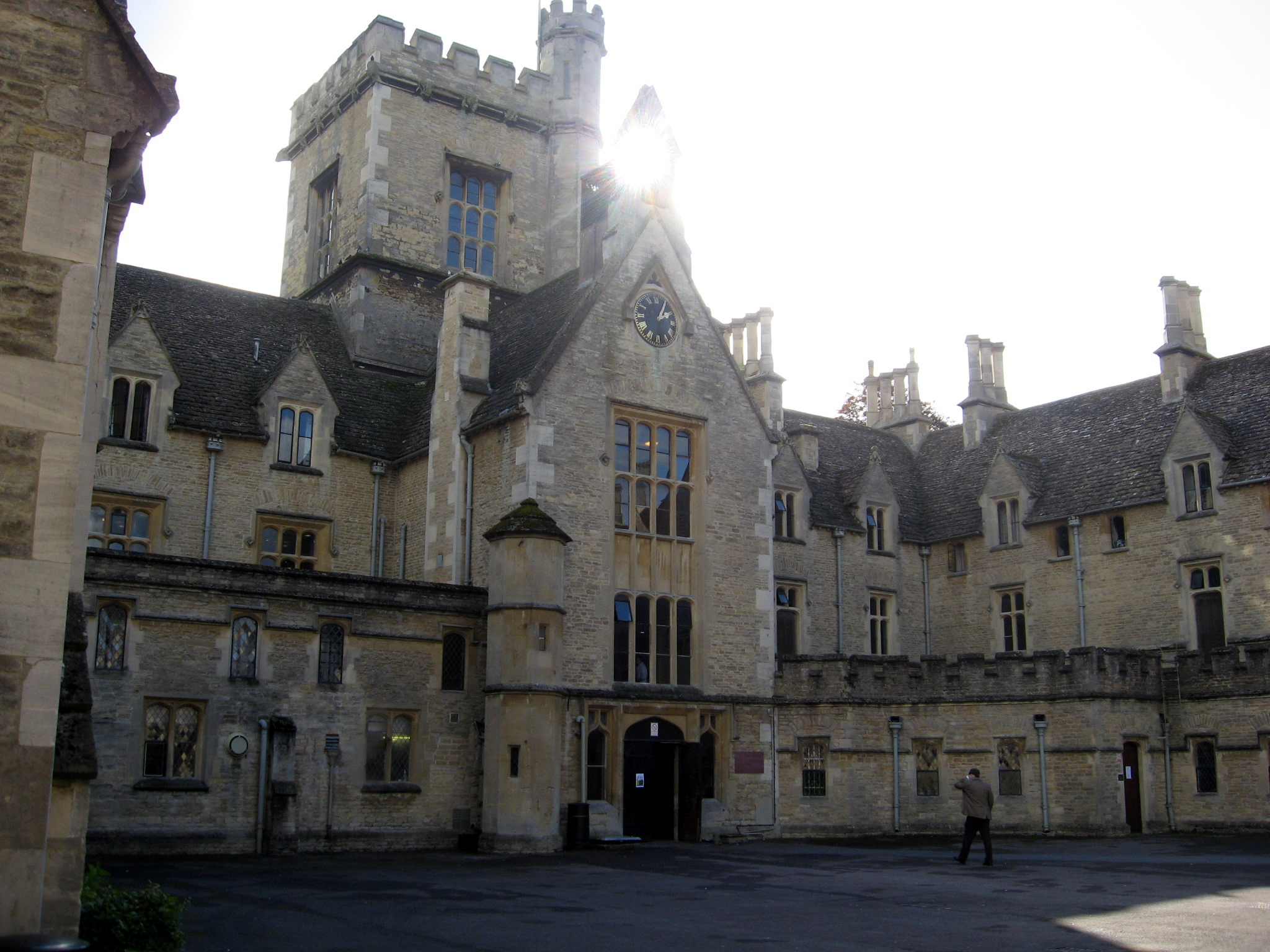
サイレンセスター王立農学校

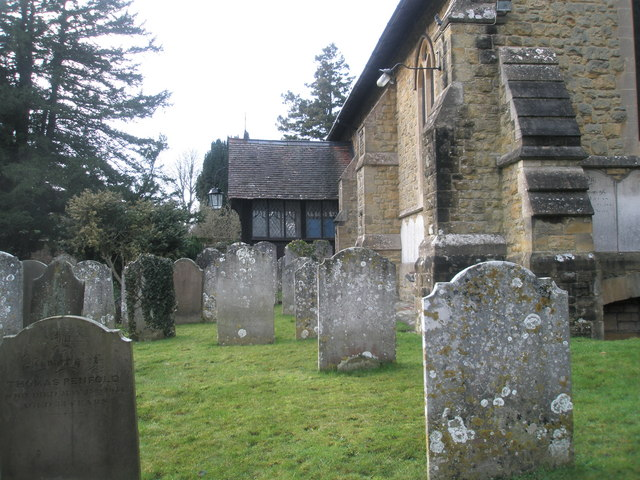
聖バーソロミュー教会墓地

1881年4月1日帰国し、6月30日サイレンセスター王立農学校で恩師チャーチの後任に就任した。農学校の後任ドイツ人オスカル・ケルネルは帝国大学時代の1891年（明治24年）まで勤めた。王立農学校では松平康荘、斯波貞吉、沢野淳・林遠里・山口権三郎、松本源太郎、徳川達孝・早川元次郎、酒匂常明、渡部朔、三島弥太郎、大内健、新山荘輔・品川弥一、奥健蔵・三浦清吉、横井時敬・恩田鉄弥、広沢弁二・一条基治、三成文一郎、長岡宗好、須藤義衛門・戸田務、吉川祐輝、安藤広太郎・鏡保之助、佐々木忠次郎・井原百介・月田藤三郎・原煕、佐藤昌介等、農学校卒業生や日本の農業関係者の訪問を受けた。1890年ジョセフ・ヘンリー・ギルバートにオックスフォード大学での職の斡旋を依頼したが、1894年ロバート・ワーリントンが後任に就き、実現しなかった。
1915年定年退職し、サリー州ヘーゼルメアに隠居した。1919年（大正8年）7月15日日本の農学博士会により農学博士号を授与された。1920年8月6日コマバと名付けた自宅で死去し、聖バーソロミュー教会墓地に葬られた。

## 業績

### 化学分析
農学校勤務の傍ら、農商務省勧農局農学課分析掛に指名され、日本全国から手当たり次第に持ち込まれる試料の分析に当たった。1877年（明治10年）3月は全国各地の土壌の分析や、岩手県に甜菜根糖製造所を設置するための栽培実験を行い、1878年（明治11年）はパリ万国博覧会に出品する飲食物、明治に現れた新肥料の分析、1879年（明治12年）はシドニー万国博覧会に出品する農産物・在来肥料等の分析を行い、勧農局宮里正静・渡辺洵一郎・福田良作、農学校助教竹尾将信等が助手を務めた。同年蘆粟・ビートの栽培試験を行い、農学校農事見習生牧野次郎吉が助手を務めた。
その他、肥料・飼料としての効能を調べるため、酒、焼酎、甘酒、泡盛、醤油、酎、隠元豆、ソルガム、稲、茶、味噌、砂糖大根、塩、寒天、大根、白蕪、骨粉、干鰯、石鹸石、海苔、グアノ、飴粕、菜種粕、蒟蒻、鳥糞、蚕、鮭、胡麻粕、大麦麩、頭髪、蕎麦、藁灰、紙、亜麻粕、砂糖、下水、落花生、煙草、オタマジャクシ、鱒、泥炭、粗製硫黄等が手当たり次第に持ち込まれ、試料分析を行った。東京大学農学部図書館所蔵の実験ノート「帝国農学校化学教室においてなされた分析結果」には、グワノ、過リン酸石灰、藍玉、干鰯・油粕等の在来肥料、桑葉、富岡製糸工場用水、品川産鮭の分析結果が残されている。
また、農学校農場においてロザムステッド試験場の方式に倣い肥料試験を試みたが、毎年春先に表土が強風で吹き払われるため正確な結果が得られず、退任後数年で廃止された。

### 著作
- A Classified and Descriptive Catalogue of a Collection of Agricultural Products Exhibited in the Sydney International Exhibition by the Imperial College of Agriculture - 日本がシドニー万国博覧会（英語版）に出品した肥料・土壌・農産物の目録[2]。
- Contributions to the Agricultural Chemistry of Japan - 1880年（明治13年）6月8日日本アジア協会で発表[2]。
- List of Plants used for Food or from which Foods are obtained in Japan - 『草木図説』等を参考に日本の食用植物を紹介した[2]。
- Church's Laboratory Guide: A Manual of Practical Chemistry for Colleges and Schools, Specially Arranged for Agricultural Students - 1908年師アーサー・ハーバート・チャーチ（英語版）から版権を譲り受け、第8版以降の改訂版を刊行した[2]。
- Japanese Metric & English Weights & Measures : Tables of Their Relations to Each Other and Relations of Measures of Capacity, Weights and Values to Measures of Area : Compiled for the Use of the Students of the Imperial College of Agriculture

## 住居

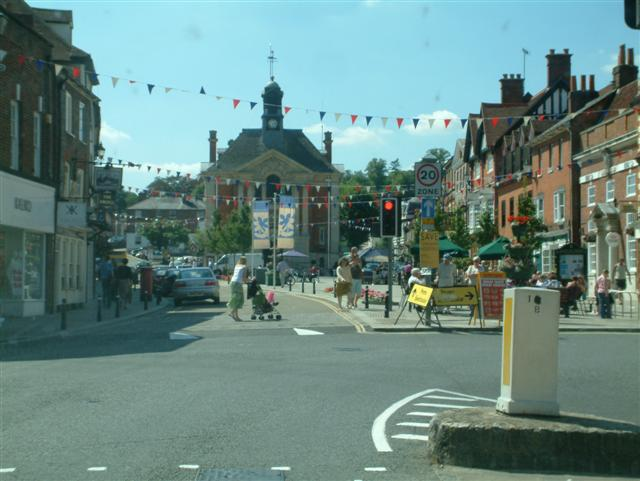
マーケット・プレイス

- 実家 - オックスフォードシャー州ヘンリー・オン・テムズ（英語版）マーケット・プレイスにあった[2]。実家では、長兄チャールズ・Jr、次兄ウィリアムズのほか、薬剤師・メイド各1名と同居した[6]。現在婦人服店・肉屋となっている[6]。
- ザ・リージズ The Leauses - 王立農学校教授時代に住んだ建物[2]。サイレンセスタービクトリア通り2番地にあった[2]。1880年築のビクトリア建築（英語版）[2]。現在B&Bとなっている[6]。
- コマバ - 定年退職後に住んだ家[2]。1912年2月サリー州ヘーゼルメア（英語版）ダービー通りのサニーサイド Sunnyside と呼ばれる建物を購入し、駒場農学校を懐かしんでコマバと名付けた[6]。妻エディスの姪やメイドと同居した[6]。1920年売却され、デイブルック Daybrook と改称された[2]。2005年住宅建設計画のため取り壊された[6]。

## 家族
- 父：チャールズ・キンチ - 1814年頃バークシャー州イートン・ヘイスティングズ（英語版）生[5]。薬局・書店を営み、印刷・切手販売・英国保険会社代理店等の免許も有していた[2]。1859年9月24日聖メアリー教会に葬られた[5]。
- 母：Emma Plumbe Kinch - 1823年4月30日生。1844年8月12日結婚[5]。
  - 兄：チャールズ・ジェームズ・キンチ - 1845年11月1日生。ミドルセックス州ウェスト・ケンジントン（英語版）・テラス8番地で薬局・文具店を営んだ[5]。
  - 兄：William Herbert Kinch - 1847年7月13日生。ダラム州ダーリントンElton Terrace6番地で技術者をした[5]。
  - 妹：Emma Fanny Kinch - 1851年9月9日生[5]。
  - 弟：チャールズ・キンチ - 1853年7月16日生。ランカシャー州トックステス（英語版）・パークThe Elms6番地で書店・文具店を営んだ[5]。
- 妻：エディス・シャーリー・キンチ - ペンブルックシャー州テンビー（英語版）聖メアリー教会（英語版）司祭ジョージ・ハンティントン娘[2]。1889年4月24日結婚[5]。1890年1月29日難産死した[2]。

なお、1886年生の息子ウィリアムがいたとされるのは別人の誤り。